# Fernando Seguignol
Fernando Seguignol (19 de enero de 1975) fue un jugador de béisbol de Bocas del Toro, Panamá. Jugó como primera base y bateador designado para el Hokkaido Nippon Ham Fighters de la Liga del Pacífico de Japón.
Seguignol firmó como agente libre aficionado en 1993 por los Yankees de Nueva York a los 18 años. Había pasado varios años en las ligas menores antes de hacer su debut en las grandes ligas en 1998 con los Montreal Expos. Jugó una cantidad de 157 juegos en 2000 con los Expos, con un promedio de .338 con 57 HR y 133 carreras impulsadas jugando en el outfield.
En el 2002 firmó para probarse en la NPB con los Orix BlueWave, para más tarde firmar con Comlumbus Clippers en las Ligas Menores Triple=A. En el 2004 firmó para jugar en canchas japonesas con el Hokkaido Nippon Ham Fighters; bateó más de 400 en su primer mes, y terminó el año golpeando .306 con 44 jonrones y carreras impulsadas 108, empatando con Nobuhiko Matsunaka para la mayor cantidad de jonrones en la liga al ganar el mejor premio de los Nueve como bateador designado. contrato que terminaría en el 2007. Se le considera como el mejor bateador ambidiestro que jugó en Japón, junto con el cubano Orestes Destrade, cuyos personajes no existía comparación. El entrenador le recomendó tratar al ambidiestro Seguignol, el ex Hokkaido Fighter, su mánager fue Trey Hillman, quien logró meter a Seguignol en la Organización de los Yankees de las Ligas Menores en el 2007.
En el 2008 regresó a Latinoamérica para firmar en México para probarse con los Olmecas de Tabasco en la Liga Mexicana de Béisbol, antes de firmar con los Tigres de Detroit el 12 de junio de 2008; fue puesto en libertad por los Tigres el 21 de julio. Pero una semana después de su liberación, fue adquirido por Tohoku Rakuten Golden Eagles. Bateó 13 jonrones en 39 juegos (157 turnos al bate), con un promedio de bateo de .324 y 40 carreras impulsadas en la temporada. Fue elegido en la lista 1.ª ronda para el equipo de Panamá en el 2009 jugando Clásico Mundial de Béisbol.
Seguignol está casado y tiene dos hijos, Kendall y Jabarri. Él vive en Wellington, Florida. Se encuentra retirado.